# Mulassa de Tarragona

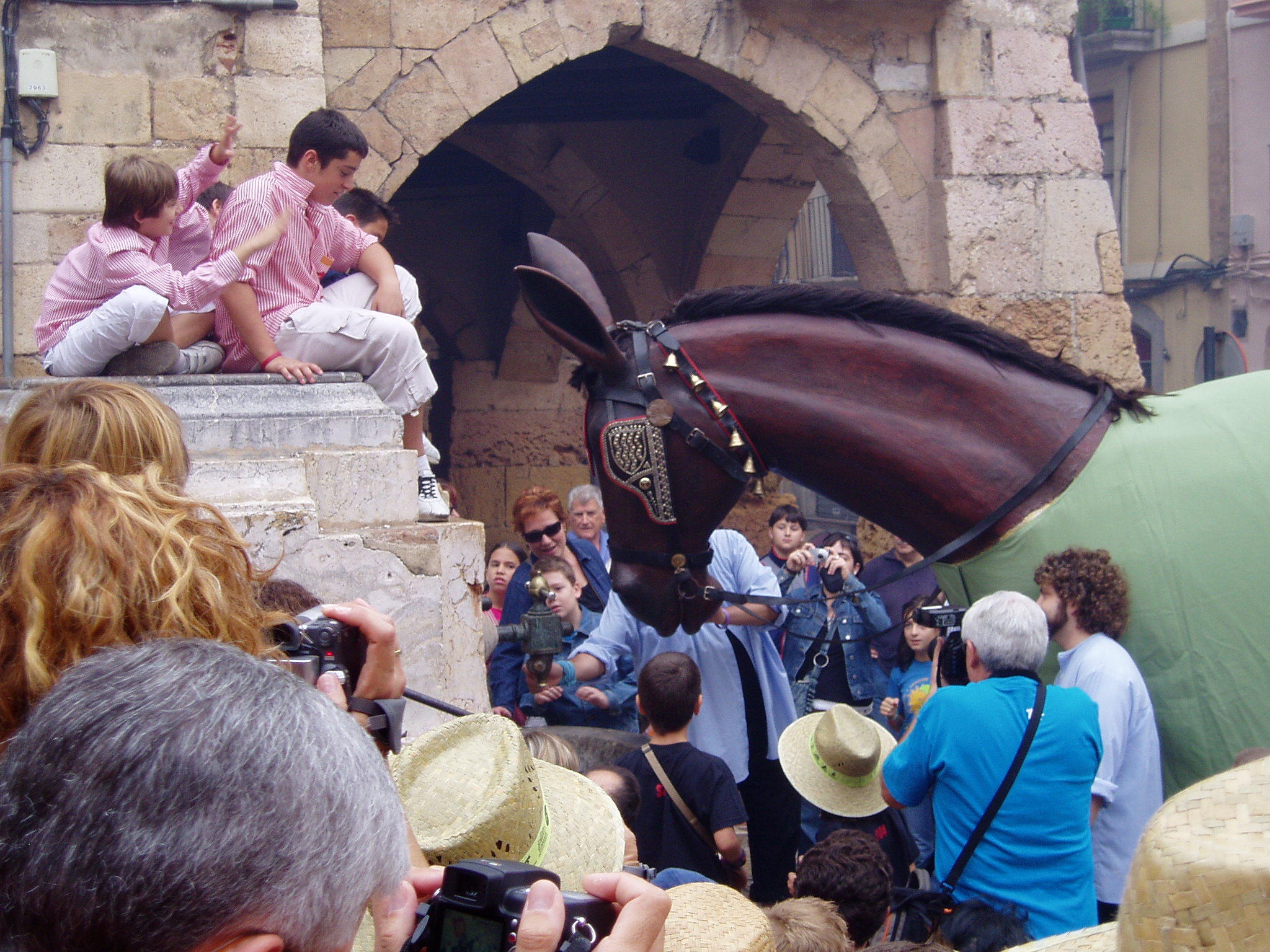
La Mulassa bevent a la font

La Mulassa de Tarragona és una peça zoomòrfica que forma part del Seguici Popular de Tarragona. La mulassa és l'element més juganer de totes les bèsties del Seguici Popular de Santa Tecla. Representa una mula de grans dimensions i d'aquí prové el nom amb què els ciutadans la coneixen.
Aquesta balla al so d'una gralla acompanyada de les campanetes que llueix a la frontera, i porta un mantell verd, com ja ho feia al segle xviii, amb l'escut de la ciutat brodat. Els seus portadors vesteixen una bata blau cel, un mocador un pèl més clar i pantalons negres. La bèstia sol fer unes entrades espectaculars a la plaça de les Cols, enfilant-se per les escales de la Catedral, entre la multitud, o anant a beure aigua a les fonts que hi ha als peus de les escales.

## Història
El 1734 l'Ajuntament va encarregar la construcció de la Mulassa com a bèstia autònoma, però a causa del continuat deteriorament causat per la pirotècnia es va acabar arraconant-la l'any 1753. El 1763, però, la bèstia es reconstrueix i torna a sortir als seguicis durant els pròxims dinou anys. El 1773 l'arquebisbe Juan Lario pressiona amb la finalitat que la indecent bèstia no surti més als carrers, l'Ajuntament de la ciutat hi accedeix.
Origen de l'entremès de Betlem és de 1442-43. Posteriorment reapareix al segle xviii.
En el Llibre d'Actes Municipals, consta un acord del dia 16 de setembre de 1734: 
| « | Convino este Ayuntamiento, y acordó verbalmente, en el mes de agosto próximo pasado, el que, de quenta y gasto de la Ciudad, se mandase hazer el animal vulgarmente nombrado la Mulasa para que aquel pudiese asistir a dichas procesiones y otras funciones públicas que ocurriesen, con los Gigantes que son propios de la cofradía de Carpinteros de esta ciudad y de dos años atrás asisten a las mencionadas procesiones; y aviendose puesto en execusión la fabrica de dicha Mulasa por medio de Francisco Rovira, carpintero de la Ciudad, que de orden de su señoría la ha dispuesto y formado, ha presentado la quenta individual, revisada por el contador de la Ciudad, del coste entero que ha tenido, que importa quarenta y quatro libras, treze sueldos y quatro dineros. En vista de lo qual, y aprovando este Ayuntamiento como lo aprueba lo executado como arriba se ha dicho, acordó su señoría que por el dicho importe se despache libramiento en la forma acostumbrada. | » |

El 1743, atesa la delicada situació econòmica de l'Ajuntament, s'acorda estalviar en les despeses de la festa:
| « | ...y por lo que mira en la concurrencia de la Mulassa y Gigantes, cunde de ahorrar de el gasto todo lo que posible fuere... | » |

En anys posteriors, persistint i encara augmentant les dificultats econòmiques es van espaiant les sortides del seguici fins que, per acord del 3 de novembre de 1744, es resol no assistir a les processons i altres actes que representin una despesa per a la Ciutat.
La bèstia va ser recuperada l'any 1988 per part del Centre de Colles Sardanistes, canviant tota la seva malícia i ferotgia per simpatia i bogeria.
El 2002 es va construir la versió per a la Santa Tecla Petita, ambdues obra de l'artista Joan Serramià i el fuster Joan Salvadó Sorolla. L'entitat va participar en l'organització de la XX Mostra de Folklore viu dins les festes de Santa Tecla de l'any 2002.

## Dades tècniques
- Pes: 70/75 kg
- Mesures:
  - Llargada: 4,10 m
  - Alçada: 2,74 m
  - Amplada: 1 m
- Portadors: 2
- Components de la colla: 12

## Mulassa Petita
La Mulassa té el seu homònim a la Santa Tecla Petita des de l'any 2002. La porten nens menors de 15 anys. Hi ha dues persones que estan a l'interior de la bèstia i quatre a l'exterior, dues encarregades de controlar el cap i les altres dues encarregades de controlar el cul de la figura. A diferència d'altres peces del Seguici Petit, la Mulassa Petita no és una rèplica exacta de la figura gran, sinó que té una fesomia volgudament diferent, més infantil. És obra de l'artista Joan Serramià. Els treballs de fusteria van anar a càrrec de Joan Salvadó Sorolla.

## La recuperació del ball parlat de la Sebastiana del Castillo
La Mulassa de Tarragona va encapçalar, durant el 2018, el procés de recuperació i adaptació del ball parlat de la Sebastiana del Castillo, que s'havia representat a la ciutat entre els anys 1854 i 1929. Pel que han destacat els estudiosos, durant aquesta primera etapa històrica es va convertir en un dels balls més populars del segle xix. Consta que aleshores els balladors empraven trabucs i un petit canó, com el que s'utilitza durant les festes de Sant Roc. La història que es teixia al voltant de la bandolera anomenada Sebastiana del Castillo tenia, llavors, una moralitat cristiana.
El 2018, amb l'assessorament del director de teatre Marc Chornet, es va presentar en societat la nova Sebastiana del Castillo. Mantenint bona part del text original, escrit en llengua castellana, el ball s'ha reconvertit, amb els afegitons incorporats en llengua catalana, en una sàtira feminista que cada any repassa l'actualitat amb perspectiva de gènere.
El ball parlat de la Sebastiana del Castillo es representa cada any en el marc de les festes de Santa Tecla de Tarragona.

## Moments recomanats
Dins el marc de les Festes de Santa Tecla:
- Dia 18 de setembre: La Baixadeta. Participació de la Mulassa Petita.
- Dia 18 de setembre: representació del ball parlat de la Sebastiana del Castillo.
- Dia 19 de setembre: Santa Tecla Petita. Participació de la Mulassa Petita.
- Dia 21 de setembre: La Baixada. La Mulassa és un dels elements que integra aquest acte nocturn marcat per la participació ciutadana.
- Dia 22 de setembre: La Cercavila. Durant el recorregut, la Mulassa s'acosta a beure aigua (simbòlicament) en una de les fonts de les escales del Pla de la Seu.
- Dia 23 de setembre: Anada a Ofici, Tornada a Ofici, Anada a Professó, Professó i Tornada de Professó. Es recomana l'entrada de la Mulassa a la plaça de la Font, davant de l'edifici consistorial, aixecada sobre les potes del darrere.